# Nicolas Maurice Arthus
Pour les articles homonymes, voir Arthus.
Nicolas Maurice Arthus, né le 9 janvier 1862 à Angers et mort le 24 février 1945 à Fribourg en Suisse, est un physiologiste et immunologiste français. Il est le découvreur de la réaction inflammatoire qui porte son nom, le phénomène d'Arthus.

## Biographie
Nicolas Maurice Arthus a étudié la médecine à Paris et obtient son doctorat en médecine en 1886. En 1890, il devient maître de conférences en physiologie à la Sorbonne. En 1896, il est nommé professeur à l'Université de Fribourg, où il devint professeur de physiologie. En 1900, il est choisi comme chef de laboratoire à l'Institut Pasteur de Lille.
En 1903, il démontre le phénomène d'Arthus qu'il a découvert lorsqu’il était professeur à l'École de médecine de Marseille (aujourd'hui Université de la Méditerranée Aix-Marseille II). De 1907 à 1932, il a été professeur et directeur de l'Institut de physiologie de Lausanne dont il fut l'un de ses fondateurs avec Alexandre Herzen (1839-1906) auquel il succède comme directeur. Il a ensuite été nommé chef du département de bactériologie et d'hygiène à Fribourg, jusqu'à sa mort en 1945. Il repose à Fribourg au côté de sa femme.

## Recherches
En 1890, il a commencé à travailler sur la coagulation du lait. Avec Calixte Pagès, il a montré que la conversion du caséinogène (principale protéine du lait) est une forme native de la caséine dans le lait, comme cela a déjà été montré pour la coagulation du sang. Il introduit l'utilisation de l'oxalate de sodium comme anticoagulant pour le sang et le lait. Il a commencé à travailler sur l'anaphylaxie en 1903, à la suite de sa démonstration par Paul Portier (1866-1962) et Charles Richet (1850-1935) qui injectèrent de l'extrait d'animaux marins à des chiens.
Ses recherches ont porté également sur les questions de la coagulation du sang, de la toxicologie, sur le venin des abeilles et des serpents et sur de l'anaphylaxie. Il a distingué trois formes de réactions aux venins de serpents, en les séparant en trois types : le cobra (Naja tripudiens) causant la mort par arrêt respiratoire, la vipère de Russell provoquant la coagulation massive du sang, et le crotale (adamanteus Crotalas), produisant la mort par le choc. Il a fait de nombreuses contributions à la compréhension des mécanismes immunitaires et allergiques de sérum et a publié environ 200 articles sur ces sujets.

## Distinctions
- Chevalier de la Légion d'honneur (9 septembre 1923)[1]
- Officier de l'Instruction publique
- Chevalier de l'ordre de la Couronne

## Travaux
- 1890 : Nouvelle théorie chimique de la coagulation du sang, coécrit avec Calixte Pages, Archives de physiologie normale et pathologique, Paris ;
- 1894 : Coagulation des liquides de l'organisme (sang, lymphe, transsudats). Paris ;
- 1895 : Précis de chimie physiologique, éditions Masson, Paris ;
- 1896 : Nature des enzymes, Paris ;
- 1897 : Leçons de chimie biologique, normale et pathologique, avec la collaboration de Gautier, Armand. Masson et Cie (Paris). Texte disponible en ligne sur LillOnum ;
- 1901 : Précis de physiologie, éditions Masson, Paris ;
- 1903 : Injections répétées de sérum du cheval chez le lapin, comptes rendus des séances de la Société de biologie, Paris ;
- 1920 : Précis de physiologie microbienne, éditions Masson, Paris ;
- 1921 : De l'anaphylaxie à l'immunité, anaphylaxie, protéotoxies, evenimations, anaphylaxie-immunité, sérums antivenimeux. éditions Masson, Paris ;
- 1938 : Hommage à Léon Frédéricq, professeur de physiologie à l’Université de Liège, Liège.